# Maulévrier-Sainte-Gertrude

Maulévrier-Sainte-Gertrude este o comună în departamentul Seine-Maritime, Franța. În 1 ianuarie 2022 avea o populație de 1.052 de locuitori.